# Camarones (Argentina)
Camarones es la localidad cabecera del departamento Florentino Ameghino, provincia del Chubut ubicada sobre la costa atlántica, La principal actividad es la pesca. Dista unos 250 km al sur de Rawson y a 240 al norte de Comodoro Rivadavia. Se accede a ella a través de las rutas provinciales 30 y 1.

## Toponimia
Su nombre se debe a que, en el pasado, su bahía tenía abundancia de una especie de camarones distintiva de la región.

## Historia

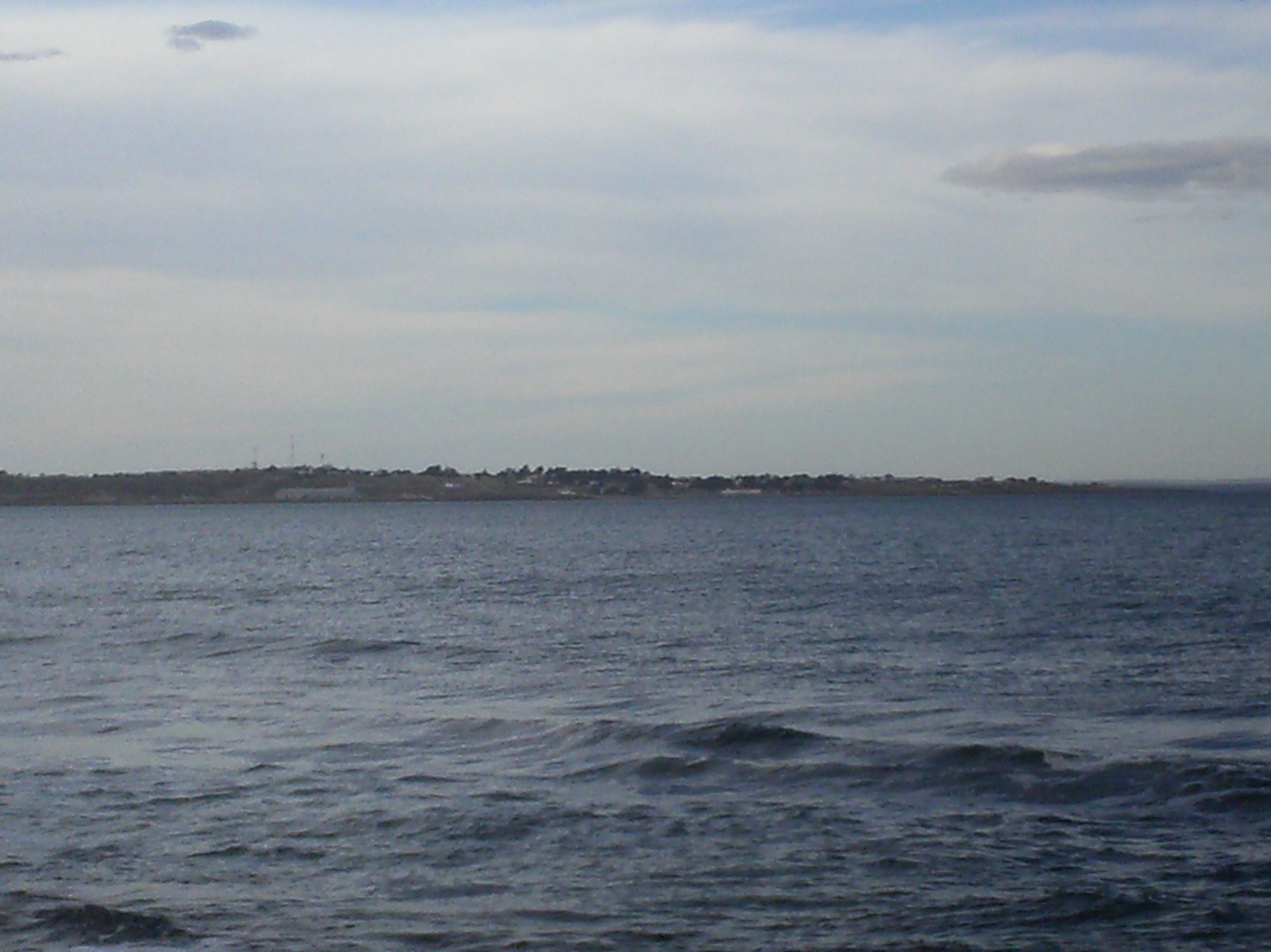
El poblado desde la playa del cabo Dos Bahías.

A principios del siglo XVI, expedicionarios españoles conducidos por Simón de Alcazaba y Sotomayor, exploraron las costas patagónicas. Procuraban establecer la Gobernación de Nueva León; desembarcaron en Camarones y, aunque fracasaron en su intento, dejaron los cimientos de lo que habría de ser la población más antigua del Chubut.
Desde 1890 los navegantes utilizaban la excepcional condición natural de su bahía y de sus costas para efectuar cargas y descargas de frutos e insumos. Más de 20 buques traían mercaderías generales y se llevaban, año tras año, las lanas, cueros y pieles de un campo en crecimiento. En 1899 el Vapor Villarino, buque que años antes había trasladado los restos del Gral San Martín desde Francia y que navegó muchas veces la costa patagónica al servicio de la nación argentina, hizo leyenda al estrellarse su proa contra los arrecifes de las Islas Blancas, en el lugar donde ahora se realiza el concurso de Pesca del Salmón. El 10 de octubre de 1900 se produjo el ordenamiento del pueblo mediante mensura de 200 manzanas y se concreta la fundación oficial de la localidad.
En el año 1901 se habilitó la línea de telégrafo, en 1904 la Comisaría; en 1905 el Juzgado de Paz y Escuela Primaria. Aún siguen en pie algunas de las primeras casas, formando parte de la arquitectura del pueblo.
En 1909 se crea la Primera Sociedad Rural de la Patagonia y los mercados tradicionales comenzaron a distinguir la lana “Tipo Camarones” como una tipificación diferente, prestigio que se conserva en la actualidad a nivel mundial.

## Geografía
La localidad está apostada sobre el golfo San Jorge, uno de los accidentes más importantes del mar Argentino. Sus costas son accidentadas con cabos y entradas marinas como la bahía Camarones. Frente a sus costas están las islas Blancas, grupo de islas menores que albergan gran número de fauna marina. Sus restingas, como resultado del trabajo marino, son abundantes y se encargaron de dar fin al Villarino a fines del siglo XIX.

## Clima
| Parámetros climáticos promedio de Camarones, Chubut | Parámetros climáticos promedio de Camarones, Chubut | Parámetros climáticos promedio de Camarones, Chubut | Parámetros climáticos promedio de Camarones, Chubut | Parámetros climáticos promedio de Camarones, Chubut | Parámetros climáticos promedio de Camarones, Chubut | Parámetros climáticos promedio de Camarones, Chubut | Parámetros climáticos promedio de Camarones, Chubut | Parámetros climáticos promedio de Camarones, Chubut | Parámetros climáticos promedio de Camarones, Chubut | Parámetros climáticos promedio de Camarones, Chubut | Parámetros climáticos promedio de Camarones, Chubut | Parámetros climáticos promedio de Camarones, Chubut | Parámetros climáticos promedio de Camarones, Chubut |
| Mes                                                 | Ene.                                                | Feb.                                                | Mar.                                                | Abr.                                                | May.                                                | Jun.                                                | Jul.                                                | Ago.                                                | Sep.                                                | Oct.                                                | Nov.                                                | Dic.                                                | Anual                                               |
| --------------------------------------------------- | --------------------------------------------------- | --------------------------------------------------- | --------------------------------------------------- | --------------------------------------------------- | --------------------------------------------------- | --------------------------------------------------- | --------------------------------------------------- | --------------------------------------------------- | --------------------------------------------------- | --------------------------------------------------- | --------------------------------------------------- | --------------------------------------------------- | --------------------------------------------------- |
| Temp. máx. abs. (°C)                                | 39.0                                                | 38.3                                                | 38.0                                                | 31.0                                                | 27.0                                                | 24.5                                                | 21.0                                                | 24.8                                                | 27.5                                                | 32.4                                                | 36.3                                                | 39.8                                                | 39.8                                                |
| Temp. máx. media (°C)                               | 24.5                                                | 24.4                                                | 22.0                                                | 18.1                                                | 14.3                                                | 11.3                                                | 10.8                                                | 12.8                                                | 15.3                                                | 18.6                                                | 21.3                                                | 23.0                                                | 18                                                  |
| Temp. media (°C)                                    | 18.7                                                | 18.5                                                | 16.3                                                | 12.9                                                | 9.7                                                 | 7.0                                                 | 6.6                                                 | 8.0                                                 | 10.0                                                | 12.8                                                | 15.5                                                | 17.4                                                | 12.8                                                |
| Temp. mín. media (°C)                               | 12.9                                                | 12.7                                                | 10.7                                                | 7.7                                                 | 5.1                                                 | 2.8                                                 | 2.4                                                 | 3.3                                                 | 4.8                                                 | 7.0                                                 | 9.7                                                 | 11.9                                                | 7.6                                                 |
| Temp. mín. abs. (°C)                                | 4.5                                                 | 2.8                                                 | 2.2                                                 | -2.0                                                | -7.5                                                | -7.0                                                | -7.5                                                | -4.5                                                | -3.1                                                | -2.0                                                | -1.0                                                | 1.5                                                 | -7.5                                                |
| Precipitación total (mm)                            | 12.5                                                | 16.9                                                | 23.7                                                | 22.9                                                | 31.0                                                | 26.7                                                | 22.3                                                | 15.4                                                | 13.4                                                | 23.6                                                | 12.7                                                | 16.2                                                | 237.3                                               |
| Horas de sol                                        | 241.8                                               | 226.0                                               | 164.3                                               | 156.0                                               | 96.1                                                | 75.0                                                | 86.1                                                | 130.2                                               | 129.0                                               | 207.7                                               | 237.0                                               | 210.8                                               | 1960                                                |
| Humedad relativa (%)                                | 52.3                                                | 53.3                                                | 54.7                                                | 57.3                                                | 63.0                                                | 66.7                                                | 65.7                                                | 57.3                                                | 55.3                                                | 51.3                                                | 49.7                                                | 52.7                                                | 56.6                                                |
| Fuente: Secretaria de Minería                       |                                                     |                                                     |                                                     |                                                     |                                                     |                                                     |                                                     |                                                     |                                                     |                                                     |                                                     |                                                     |                                                     |

## Demografía
Contaba con 1079 habitantes (Indec, 2001), lo que representó un incremento del orden del 24,3 % frente a los 868 habitantes (Indec, 1991) del censo anterior. Para 2010 el censo arrojó un nuevo aumento con 1.296 habitantes. Los cuales 639 eran hombres y 657 mujeres.
Tras el censo de 2022 se conoció un nuevo crecimiento de la localidad con 1634 habitantes y unas 738 viviendas.
| Gráfica de evolución demográfica de Camarones entre 1991 y 2022 |
|                                                                 |
| Fuente: Censos nacionales del INDEC                             |

## Turismo
El pueblo es la puerta de entrada al parque interjurisdiccional marino costero Patagonia Austral que fue creado en años recientes, y es el único en su tipo que protege un área natural marina tan extensa en Argentina.
Los principales atractivos de la zona son:
- excursiones náuticas y terrestres a cabo dos Bahías, a cabo Raso y Estancias;
- salidas de pesca (de costa y embarcado) y buceo (bautismos submarinos y excursiones a medida de costa y embarcado);
- sol y playa en sus costas apacibles (no cuenta con servicio de guardavidas) y tracking por las mismas;
- visita al Museo de la Familia Perón.
- visita a la plazoleta “Nueva León”, con su torreón, recordando la fundación de la Pcia. Nueva León en 1535 sobre la costa con una maravillosa vista al puerto de Camarones.
- City tour histórico por la localidad con guías / informantes
- Safaris fotográficos y avistajes de flora y fauna en cabo dos Bahías.

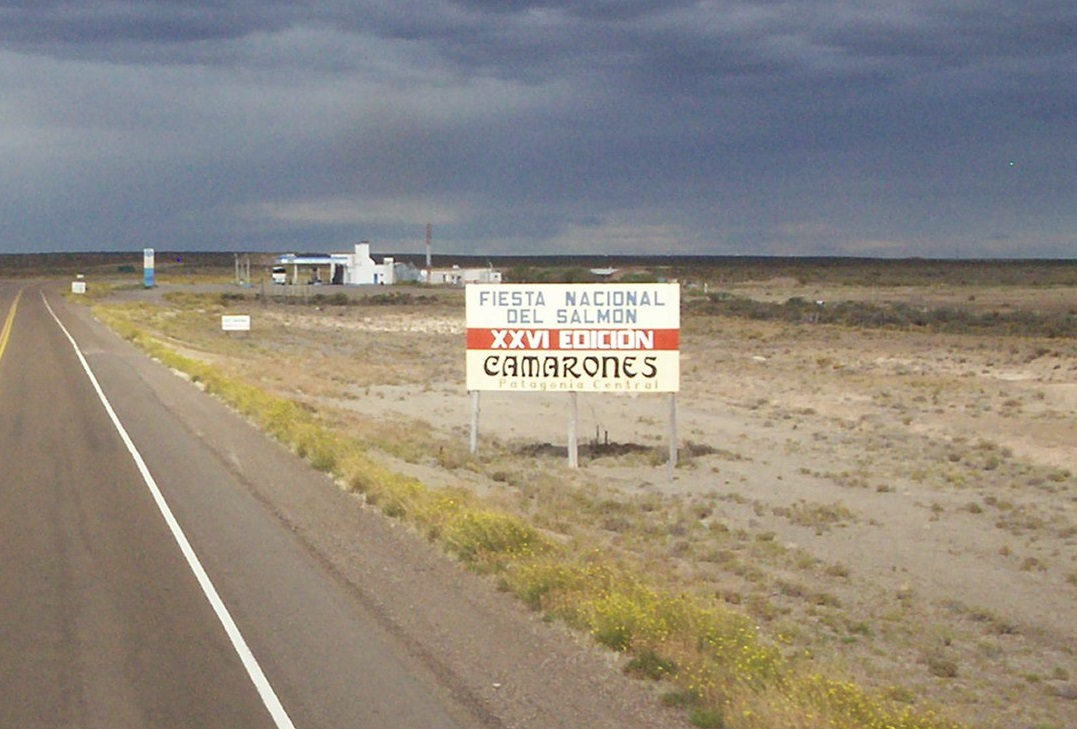
Publicidad sobre la Fiesta Nacional del Salmón, en el empalme de la futa nacional 3 con la ruta provincial 30, a 74 km de Camarones

### Fiesta Nacional del salmón

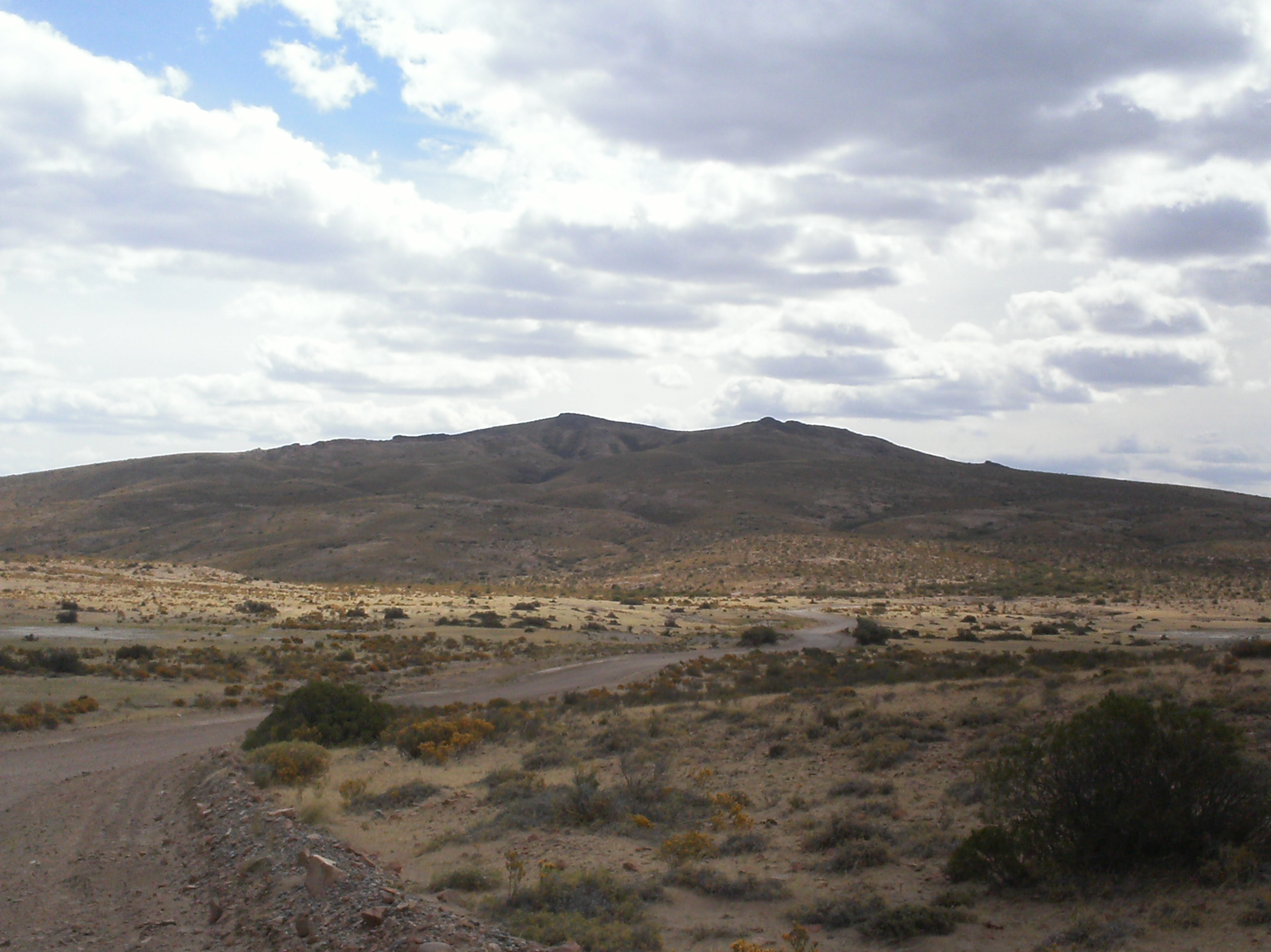
Cerro camino al cabo Dos Bahías, llama la atención sus pastizales, matorrales y arbustos raros para la región.

Evento realizado desde el año 1980. Durante febrero de cada año, Camarones es sede de la Fiesta Nacional del salmón, donde se dan cita gran número de pescadores y turistas que viajan desde distintos puntos del país y Chile para disfrutar durante tres días de las bellezas que ofrece Camarones y practicar su actividad deportiva. Se realiza el concurso principal de Pesca de Altura, concurso de Pesca de Costa; elección de reinas y Miss Salmoncito, shows artísticos y su particular cierre con el tradicional “Chupín del Pescador.”

### Ruta Azul
Un parque marino-costero de manejo conjunto entre parques nacionales y áreas naturales protegidas de la provincia. Incluye la mayor biodiversidad del Mar Argentino y paisajes dignos de ser admirados por medios terrestres, acuáticos y aéreos. El avistaje de fauna se complementa con las opciones balnearias y la pesca deportiva, de costa y embarcada. Con la ruta nacional N.º 3 como eje, integra a Comodoro Rivadavia, Rada Tilly y Camarones en Chubut, y a seis localidades de la provincia de Santa Cruz.
Su recorrido se destaca por atractivos naturales como el parque marino-costero Patagonia Austral, con una extensión de 600 km², Isla Pingüino y el parque nacional Monte León, colonias de pingüinos de Magallanes, lobos marinos y paseos costeros. En cuanto a atractivos culturales, posee importantes museos, monumentos y edificios históricos, además de contar con dos fiestas que muestran e identifican la esencia del lugar: la Fiesta Provincial del Róbalo (Puerto Santa Cruz - Santa Cruz) y la Fiesta Nacional del Salmón (Camarones - Chubut). Las actividades que ofrece son variadas: navegaciones a motor, kayak, buceo, carrovelismo, travesías en 4x4 o motos, mountain bike y sobrevuelos en avión o helicóptero.

### Parque Marino Costero Patagonia Austral
Área natural Protegida ubicada en la zona norte del Golfo San Jorge, que comprende territorio costero, insular, marino (lecho y subsuelo), y su espacio aéreo, abarcando desde Isla Moreno hasta Isla Quintano, entre las localidades de Camarones y Comodoro Rivadavia.
Posee una extraordinaria diversidad de fauna ya que es hábitat de lobos marinos, pingüinos y cormoranes entre otras especies. Algunas de las aves marinas que la habitan, poseen este lugar como único sitio de reproducción. Esta zona también abarca uno de los sitios de reproducción del langostino patagónico. Allí se alimentan y se reproducen numerosas aves marinas y costeras y mamíferos acuáticos. Es lugar de paso de más de 38 especies de peces.
La finalidad de este parque es la creación de un espacio de conservación, administración y uso racional de especies marinas y terrestres y sus respectivos hábitats.
Creada el 16 de agosto de 2007 mediante la firma de un tratado entre el Estado Nacional y la provincia del Chubut, estableciéndose un manejo en conjunto, entre la Administración de Parques Nacionales y la provincia del Chubut.
La superficie total del parque marino es de 132 124 hectáreas. Según sus componentes, la superficie marina del mismo es de 79 080 hectáreas y la superficie insular es de 18 928 hectáreas. Su superficie continental 34 116 ha. La longitud costera es 180 km. y la cantidad de islas que comprende es de 39, más 6 islotes.

#### Balnearios
En cercanías de Camarones y hacia el sur, luego de recorrer algunos kilómetros por un camino de huella, se hallan hermosas playas de arenas fimnbalnearios y donde se puede realizar actividades acuáticas o pesca de costa.

#### Cabo Dos Bahías
La Reserva Faunística Provincial Cabo Dos Bahías fue creada el 2 de mayo de 1973 en una franja costera de 14000 ms, de una gran belleza paisajística dada por el contraste del azul marino y las rocas de diversas tonalidades. Se concentran aquí importantes colonias reproductoras de pingüinos, lobos marinos de un pelo, tropillas de guanacos, zorros, parvas de ñandú y otra fauna patagónica. El acceso a la misma se debe efectuar desde Camarones, distante a 28 kilómetros del área.
A Camarones se accede desde la ruta nacional N.º 3 a través de la ruta provincial N.º 30 en un recorrido de 72 km. Los pingüinos pueden ser observados de septiembre a abril mientras que el resto de la fauna se encuentra todo el año. La nominación del área dado que el accidente se emplaza entre bahía Bustamente y bahía Camarones. Pudiendo divisarse las localidades de Camarones y la de Bustamante desde el cabo.

## Museo Perón

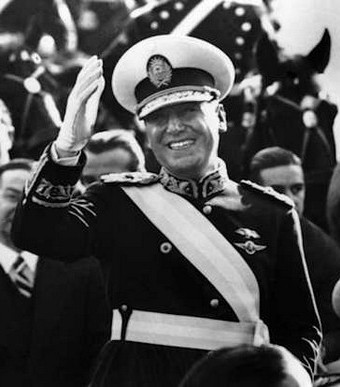
Juan Domingo Perón vivió en Camarones cuando era un niño.

Es un museo dedicado a los años que los Perón pasaron en Camarones, donde Juan Domingo Perón era un niño. Esta obra, realizada por la provincia, data del año 2007. Cuenta con dos volúmenes, los que suman casi 500 m². Ocupa el mismo predio donde se asentó la histórica vivienda. La colección exhibe objetos que aún permanecían en la zona; con la colaboración de familiares, militantes y amigos, se sumaron piezas únicas provenientes de diferentes puntos del país que fueron recolectados por la Secretaría de cultura de la provincia y que hoy jerarquizan la muestra. También hay fotografías y manuscritos de relevancia, en la historia del movimiento justicialista, destacan entre una gran cantidad utensilios, ropa, juguetes y el mobiliario que acompañó a la familia Perón en estas tierras patagónicas.

## Otros datos
- En la zona de islas Blancas, cercanas a Camarones, naufragó en 1899 el vapor Villarino, conocido por haber trasladado los restos del General José de San Martín desde Francia.